# Bitwa pod Las Guasimas
Bitwa pod Las Guasimas – starcie zbrojne, które miało miejsce 24 czerwca 1898 pomiędzy Hiszpanią a Stanami Zjednoczonymi w trakcie walk na Kubie, będącej jednym z teatrów działań wojny amerykańsko-hiszpańskiej.

## Tło bitwy
Kontyngent hiszpański prowadził działania zaczepne wobec sił amerykańskich. Dzień przed bitwą doszło w efekcie do starcia w okolicach miasta Siboney, po którym wojska hiszpańskie przesunęły się w kierunku miejscowości Las Guasimas. Zadanie zaatakowania hiszpańskich pozycji przypadło byłemu generałowi sił konfederackich, Josephowi Wheelerowi. Wheeler wyznaczył do przeprowadzenia tej operacji 1 dywizję kawalerii (ochotnicy oraz siły regularne), 10 dywizję kawalerii oraz siły składające się z Afroamerykanów. Łącznie  Wheeler miał do dyspozycji ponad 2000 żołnierzy

## Bitwa
Bitwa rozpoczęła się ostrzałem artyleryjskim ze strony wojsk amerykańskich, na który hiszpańska artyleria odpowiedziała ogniem. Częściowo ukryta piechota hiszpańska również otworzyła ogień. Ze względu na stosowanie przez Hiszpanów nowoczesnych karabinów Mauser z 1893, używających prochu bezdymnego, amerykańscy żołnierze mieli problem ze zlokalizowaniem stanowisk wroga. Z tego względu straty wśród obu walczących stron były niewielkie.
Bitwa przyniosła więcej korzyści stronie hiszpańskiej, która bezpiecznie wycofała się w kierunku miasta Santiago de Cuba.
Łączne straty amerykańskie wyniosły 16 zabitych oraz 54 rannych, podczas gdy Hiszpanie mieli 10 żołnierzy zabitych i 24 rannych.

## Po bitwie
Amerykanie zajęli Las Guasimas spodziewając się hiszpańskiego kontrataku, który jednak nigdy nie nadszedł. W tym czasie w mieście wybuchła epidemia grypy, która spowodowała opuszczenie miasta przez Amerykanów po spaleniu ciał poległych. Wojska amerykańskie kontynuowały marsz w kierunku Santiago.